# Skrochovice (nádraží)
Skrochovice jsou železniční stanice, která se nachází v severní části vesnice Skrochovice, což je část obce Brumovice v okrese Opava. Leží v km 99,930 jednokolejné železniční trati Olomouc – Opava východ mezi stanicemi Krnov a Opava západ.

## Historie

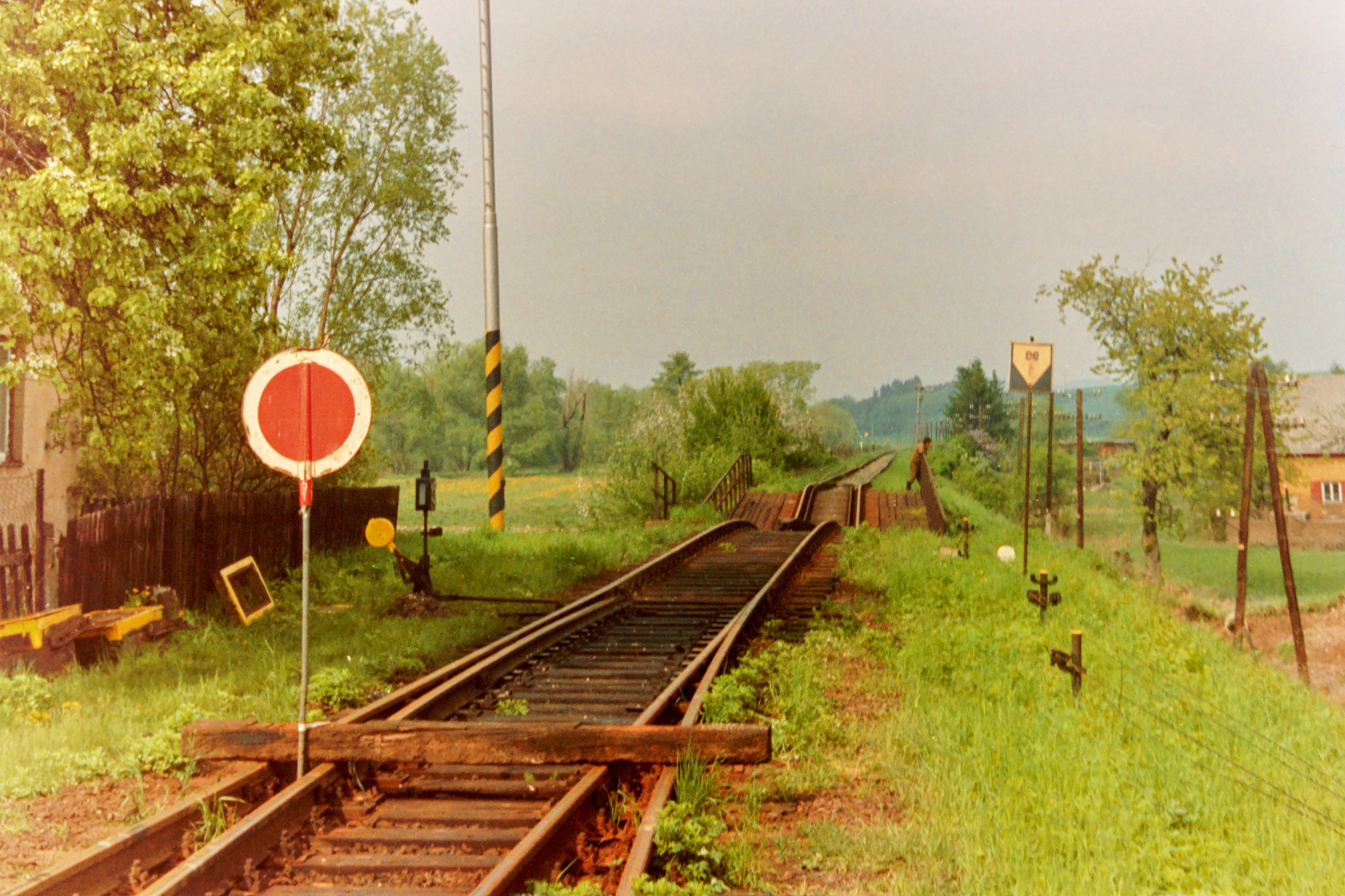
Krnovské záhlaví stanice se zříceným mostem po bleskové povodni v roce 1996

Stanice s názvem Skrochowitz-Braunsdorf byla dána do provozu 1. listopadu 1872, tedy současně s otevřením úseku z Krnova do Opavy na Moravsko-slezské ústřední dráze. V letech 1918 až 1961 nesla stanice název Skrochovice-Brumovice (s výjimkou let 1938-1945, kdy se dočasně vrátilo německé označení Skrochowitz-Braunsdorf). Od roku 1961 se používá pojmenování Skrochovice.
V roce 2016 stanice prošla rozsáhlou přestavbou, která zahrnovala i instalaci nového zabezpečovacího zařízení, ale také redukci kolejiště.
V roce 2021 byla dokončena renovace výpravní budovy.

## Popis stanice

### Před přestavbou

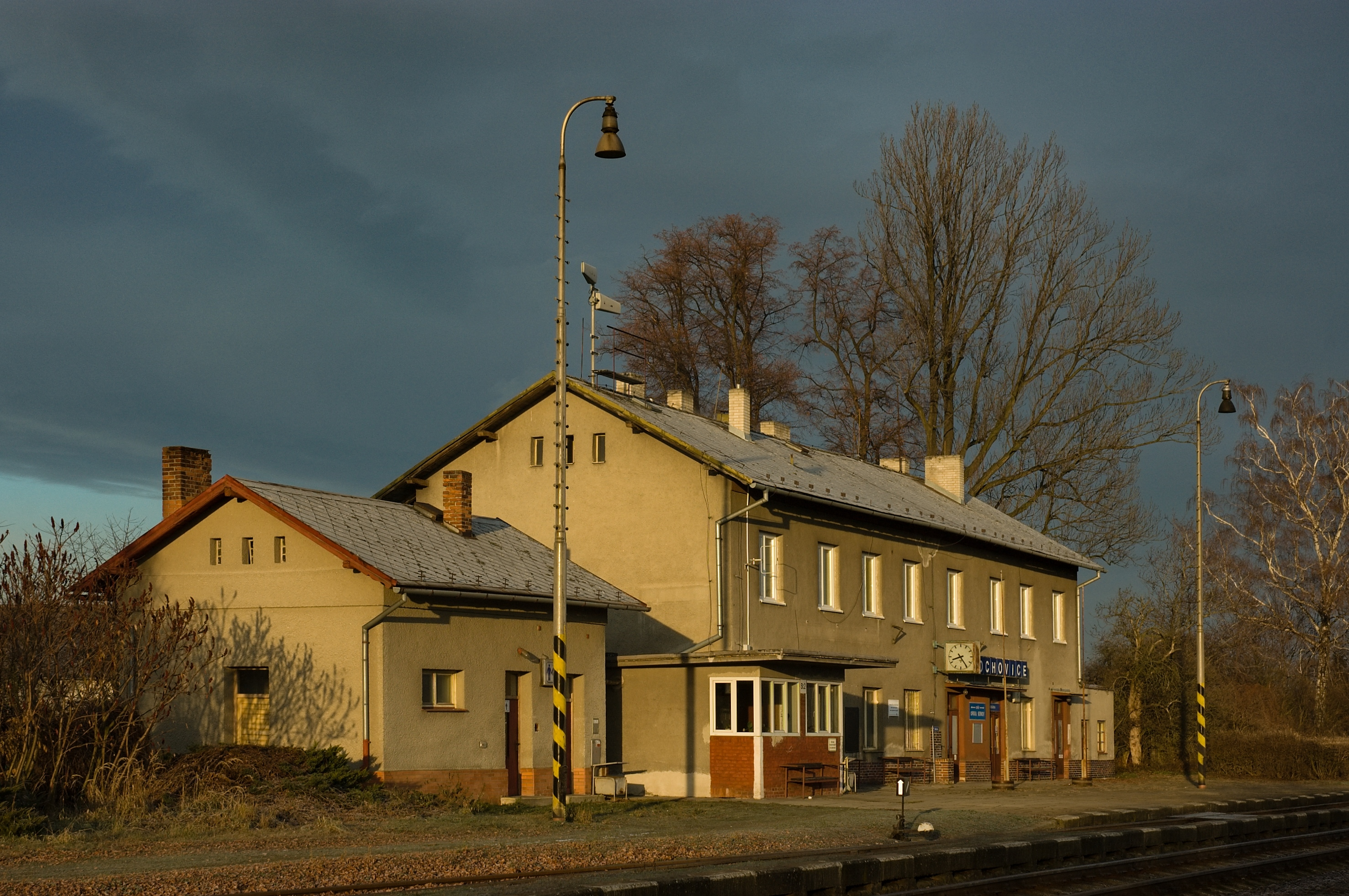
Staniční budova v roce 2012

Do roku 2016 byla stanice vybavena elektromechanickým zabezpečovacím zařízením vz. 5007. Řídicí přístroj byl umístěn na stavědle St. 2 vedle výpravní budovy poblíž krnovského zhlaví. Závislý přístroj byl na stavědle St. 1 u opačného zhlaví. Stanice měla tři dopravní koleje, č. 3 o užitečné délce 376 m u výpravní budovy, dále č. 1 o délce 426 m a pak č. 2 o délce 479 m. Nástupiště byla vybudována u kolejí č. 1 a 3. U třetí koleje bylo nástupiště č. I, nacházelo se mezi třetí a pátou manipulační kolejí vpravo od výpravní budovy, mělo délku 121 m. Nástupiště č. II bylo u 1. koleje, leželo před výpravní budovou a jeho délka byla 237 m. Výhybky byly přestavovány pomocí pák a drátovodů, případně ručně (výhybky vedoucí na manipulační koleje). Stanice byla vybavena světelnými návěstidly, ta odjezdová se nacházela u všech kolejí. Světelná vjezdová návěstidla byla umístěna v km 99,560 (S od Krnova) a 100,676 (L od Opavy západ).
Jízdy vlaků ve směru z/do Opavy západ byly zabezpečeny telefonickým dorozumíváním, úsek byl rozdělen na dva prostorové oddíly hláskou Holasovice. Na opačnou stranu do Krnova už byly jízdy vlaků zabezpečeny automatickým hradlem s návěstním bodem AHr Červený Dvůr. Dříve fungovalo telefonické dorozumívání rovněž mezi Skrochovicemi a Krnovem, v tomto úseku fungovaly dokonce dvě hlásky (Úvalno a Krnov-Cvilín, k 15. prosinci 2000 však byly zrušeny a nahrazeny výše uvedeným automatickým hradlem.

### Po přestavbě
V rámci přestavby došlo především k redukci manipulačních kolejí, místo průběžné 5. koleje a kusé 7. koleje, zbyla jen kusá 5. kolej (zapojená do opavského zhlaví). Do krnovského zhlaví je zapojena vlečka SVOR Skrochovice (v roce 2004 jsou ve stejném rozsahu vlečkového kolejiště uváděny dvě vlečky: ACHP a HÚŽ. Ve stanici zůstaly tři stejně označené dopravní koleje, ale došlo k posunu nástupišť. Přímo před budovou je vnější nástupiště č. 1 u koleje číslo 3, vpravo od budovy je nástupiště č. 2 u koleje č. 1 s přístupem po přechodu přes kolej č. 3. Obě nástupiště mají délku 90 m a výšku nad temenem kolejnice 550 mm.
Stanice je vybavena elektronickým stavědlem ESA 44 s technologickými počítači umístěnými v Krnově. Stanice je ovládána pouze dálkově z Krnova, přímo ze Skrochovic je ovládání mimořádně možné pomocí desky nouzových obsluh. Světelná odjezdová návěstidla jsou jako dříve u všech dopravních kolejí, vjezdové návěstidlo L od Opavy západu leží v km 100,840, ve směru od Krnova je vjezdové návěstidlo S vysunuto více do trati, leží až v km 98,690 (tj. víc než kilometr od krajní výhybky), proto je před krajní výhybkou ještě cestové návěstidlo Sc 1a.
Ze Skrochovic na obě strany je jízda vlaků zabezpečena pomocí integrovaného traťového zabezpečovacího zařízení TESA 44 s počítači náprav, v obou úsecích jsou dva prostorové oddíly rozdělené automatickými hradl: ve směru na Opavu západ jde o AHr Neplachovice (v km 104,128), ve směru na Krnov je jako dříve AHr Červený Dvůr (v km 93,220).

## Provoz osobní dopravy
Vlaky ČD a zastávka jsou součástí ODIS. Ve stanici zastavují vlaky Esko na lince S10. V roce 2023 ve stanici zastavovaly osobní a spěšné vlaky ve směrech Opava východ, Krnov, Bruntál, Rýmařov a vybrané spoje do Moravského Berouna, Głuchołaz a Jeseníku. Ve stanici se neprodávají jízdenky, odbavení cestujících probíhá ve vlaku. Rychlíky zastávkou projíždějí.